# مافيا كورسيكية
المافيا الكورسيكية (بالإنجليزية: Corsican mafia)‏هي أحد الجماعات الإجرامية الجماعية الكورسيكية. تعتبر المافيا الكورسيكية أحد أهم المافيات نفوذا في فرنسا، تنشط أيضا في أفريقيا وروسيا وبلدان أمريكا اللاتينية
.